# ستيوارت دايموند
ستيوارت دايموند (بالإنجليزية: Stuart Diamond)‏ هو رسام أمريكي، ولد في 8 أبريل 1942 في بروكلين في الولايات المتحدة.